# Impromptu
El impromptu es una pieza, tradicionalmente pianística, que se caracteriza por la continua improvisación. Esta forma musical se estructura normalmente en tres partes ABA (forma tripartita). Fue cultivado por autores como Schubert, Chopin y Fauré. Algunos impromptus muy conocidos son el n.º 1 y n.º 3 de Chopin.
Por extensión, el término «impromptu» se aplica también a expresiones literarias de similar carácter. Una obra teatral breve de Samuel Beckett se titula Ohio Impromptu. De igual forma, se usa para describir ciertos estilos de escritura. Por ejemplo, para calificar ciertos aspectos de la obra literaria de Domingo Faustino Sarmiento, Carlos Altamirano y Beatriz Sarlo señalaron:

Hay una teoría romántica del impromptu a la cual los métodos de la escritura de Sarmiento no son ajenos: el movimiento, aun desordenado, de la escritura reproduce en la superficie del texto el oleaje de la inspiración, la percepción violenta e instantánea de la verdad literaria que es, a la vez, verdad histórica.